# Cmentarz wojenny z I wojny światowej w Maziarni
Cmentarz wojenny z I wojny światowej w Maziarni-Pęku – zabytkowy cmentarz wojenny żołnierzy poległych w czasie I wojny światowej, znajdujący się w Maziarni w gminie Harasiuki (powiat niżański). Cmentarz usytuowany jest w części miejscowości o nazwie Maziarnia-Pęk, w lesie, około 150 metrów na północ od skrzyżowania.
Cmentarz ma kształt prostokąta otoczonego metalowym płotkiem. Pochowani na nim są żołnierze austriaccy polegli w czasie walk lub zmarli w szpitalu polowym w 1915 roku w miejscowości Pęk.
Cmentarz nie posiada tablicy pamiątkowej.